# Micro-région de Szarvas
La micro-région de Szarvas (en hongrois : szarvasi kistérség) est une micro-région statistique hongroise rassemblant plusieurs localités (Békésszentandrás, Csabacsűd, Gyomaendrőd, Hunya, Kardos, Kondoros, Örménykút) autour de Szarvas.